# Антон Брукнер
Антон Брукнер (на немски: Anton Bruckner) е австрийски композитор, предимно познат със своите симфонии, меси, мотети, той е бил също органист, пианист и музикален педагог. Неговите симфонии често се смятат за емблематични за финалния етап на австро-германския романтизъм заради техния богат хармоничен език, комплексна полифония и значителна дължина. Творбите на Брукнер помагат за дефиниране на съвременния музикален радикализъм благодарение на техните дисонанси, неподготвени модулации и бродещи хармонии.

## Биография
Роден е в селцето Ансфелден, близо до австрийския град Линц. Той е първото от единайсетте деца в семейството на селски учители. Началното си музикално образование получава от баща си. Сам се упражнява да свири на орган, за да стане по-късно бележит органист – виртуоз, без никога да е вземал уроци при школуван преподавател. Тринайсетгодишен постъпва като хорист при манастира „Св. Флориан“, където освен пеене учи пиано, цигулка и музикална теория. В периода 1841 – 1845 година е назначен за помощник-учител във Виндхааг и Кронсторф, където продължава музикалното си самообразование и прави първите си композиционни опити. През 1845 година се връща в манастира „Свети Флориан“, след като печели конкурс за учителско място, а от 1848 година там е и щатен органист. В манастира Брукнер остава до 1855 година, когато печели конкурса за органист при катедралната църква в Линц. На това място музикантът прекарва 12 години, като активно се занимава с композиция.
През 1861 година предизвиква възторга на изпитната комисия във виенската консерватория, където участва на конкурс по орган и теория на музиката. Три години по-късно, през 1864 година, изнася в Линц първия си авторски концерт, а през 1868 година, отново в Линц, дирижира първата си симфония, две години след написването ѝ. Същата година е назначен за помощник-органист при придворния параклис във Виена, преподава орган, хармония и контрапункт във Виенската консерватория, преподава музика и в педагогическия институт в града. Междувременно при огромен успех изнася концерти на орган в Париж, Берлин и Лондон.
Награден е с ордена „Франц Йосиф“ (1886). През 1891 година Виенският университет му присъжда титлата „Доктор хонорис кауза“. Според последната му воля е погребан в манастира „Свети Флориан“.
През 1928 година във Виена е създадено Брукнеровото музикално общество. В Линц се провежда фестивал на негово име.

## Творчество
Композиторското поприще на Брукнер започва късно – той е на около 40 години, когато се появява първото му значително произведение. В творческия си път той постоянно се сблъсква с неразбирането на съвременниците си: всепризнат е като органист и педагог, но като композитор остава недооценен. Много от големите му творби не са изпълнявани приживе, а други са изпълнени с огромно закъснение – Втора симфония е изпълнена 22 години след написването ѝ, Трета – 13, Четвърта – 16, Пета – 23, Шеста – 18. Едва седмата му симфония пожънва успех и получава заслужено признание – Брукнер тогава е вече на 60 години.
Като композитор Брукнер се концентрира главно върху симфоничната и хоровата (религиозна) музика. Основно влияние върху творчеството на автора оказва австрийската барокова музика, симфонизмът на виенските класици (най-вече Шуберт) и органовата музика, както и творбите на Вагнер, пред когото Брукнер благоговее въпреки някои теоретични разногласия с него. В симфониите си се придържа към класическата четиричастна форма, като обогатява само оркестрирането и музикалния език. В областта на църковната музика създава няколко големи ораториални творби.
- Симфонии – девет (и две с необичайна номерация – 00. (или Studiensinfonie) и 0.(„Nullte“ Sinfonie)). От последната Брукнер композира първите три части преди смъртта си. Поради това, че той е редактирал симфониите си често под влияние на свои ученици и приятели, вземайки техните съвети под внимание, симфониите му са известни в много различни редакции.
- От църковните произведения трябва да бъдат отбелязани „Те Деум“, три големи меси и Реквием, „150 псалом“ за солисти, хор и оркестър.
- Брукнер е автор на едно-единствено камерно произведение – струнен квинтет.
- Един от големите поклоници и последователи на Брукнер е неговият ученик Густав Малер.
- Голям принос в популяризирането на музикта на Брукнер в по-ново време имат диригентите Вилхелм Фуртвенглер, Гюнтер Ванд, Херберт фон Караян, Серджо Челибидаке, Даниел Баренбойм, Елиаху Инбал, Георг Тинтнер, Карло Мариа Джулини и други.